# 929
929. је била проста година.

## Догађаји

### Јануар
- 16. јануар — Кордопски емир Абдурахман III се прогласио за калифа, основавши тако Кордопски калифат.
- 3. фебруар — Умире Гај, маркгроф Тоскане, други муж (трећи љубавник) римске племкиње Марозије. Наследио га је брат Ламберт на месту маркгрофа Тоскане.
- 4. септембар — Саксонска војска је после битке код Ленцена убила или заробила све Словене који су бранили тврђаву Ленцен.
- Опсада Гане: Немачки краљ Хенрик I Птичар опседа Гану са војском Источне Франачке и осваја упориште. Он успоставља тврђаву Мајсен у близини.
- Хенрик I Птичар напада Бохемију са севера и опседа Праг. Баварски војвода Арнулф I врши инвазију на Бохемију са југа. Бохемија на крају капитулира.
- Лето — Вођа Словенско-арапске војске Сабир побеђује малу византијску флоту и заузима Термоли (на обали Јадрана). Враћа се у Африку натоварен пленом и робовима.
- 7. октобар — Карло III Безазлени, бивши краљ Западне Француске, умире у затвору у Перону, остављајући Рудолфа без противљења осим Херберта II, грофа од Вермандоа.
- Папа Лав VI умире у Риму после седмомесечне владавине. Наследио га је папа Стефан VII као 124. римски папа.

## Смрти
- Папа Лав VI

### Април
- 7. октобар — Карло III Безазлени, француски краљ (*879.)